# Гринберг, Дрю
Дрю З. Гринберг (англ. Drew Z. Greenberg) — американский продюсер и сценарист телевидения, известный по своей работе над сериалами «Баффи — истребительница вампиров», «Тайны Смолвиля», «Одинокие сердца», «Декстер», «Хранилище 13», «Стрела» и «Агенты „Щ. И.Т.“».

## Личная жизнь
Гринберг является открытым геем и он горд работать над гомосексуальными персонажами в сценариях. "Я никогда не писал оригинального пилотного сценария, в котором нету как минимум одного персонажа-гея, даже если я был единственным, кто знал, что персонаж станет геем. Конечно, рассказывать истории про геев и лесбиянок для меня было приоритетом."

## Фильмография

### «Баффи — истребительница вампиров»
- "Smashed" (20 ноября 2001)
- "Older and Far Away" (12 февраля 2002)
- "Entropy" (30 апреля 2002)
- "Him" (5 ноября 2002)
- "The Killer in Me" (4 февраля 2003)
- "Empty Places" (29 апреля 2003)

### «Светлячок»
- "Safe" (18 октября 2002)

### «Тайны Смолвиля»
- "Slumber" (22 октября 2003)
- "Hereafter" (4 февраля 2004)
- "Truth" (21 апреля 2004)

### «Одинокие сердца»
- "The Family Ties" (6 января 2005)
- "The Second Chance" (3 февраля 2005)

### «Декстер»
- "Let's Give the Boy a Hand" (22 октября 2006)
- "Truth Be Told" (10 декабря 2006)

### «Хранилище 13»
- "Claudia" (28 июля 2009)
- "For the Team" (17 августа 2010)
- "Where and When" (7 сентября 2010)
- "Trials" (18 июля 2011)
- "Stand" (3 октября 2011)
- "There's Always a Downside" (13 августа 2012)
- "The Living and the Dead" (29 апреля 2013)
- "The Truth Hurts" (8 июля 2013)

### «Стрела»
- "Salvation" (27 марта 2013)
- "Darkness on the Edge of Town" (8 мая 2013)
- "League of Assassins" (6 ноября 2013)
- "State v. Queen" (20 ноября 2013)
- "Tremors" (29 января 2014)
- "Deathstroke" (2 апреля 2014)

### «Агенты „Щ.И.Т.“»
- "Face My Enemy" (14 октября 2014)
- "Among Us Hide..." (3 ноября 2015)